# TNA Victory Road
Victory Road foi um evento pay-per-view produzido pela Total Nonstop Action Wrestling. Teve sua primeira edição em 2004 no mês novembro. A partir de 2006 passou a ser realizado em julho. Em 2011 a TNA mudou o evento para março e o cancelou em 2012.

## Edições
| #                           | Edição              | Data                | Cidade           | Arena                    | Evento principal | Ref.  |
| --------------------------- | ------------------- | ------------------- | ---------------- | ------------------------ | --- | ----- |
| 1                           | Victory Road (2004) | 7 de novembro 2004  | Orlando, Flórida | Universal Orlando Resort | Jeff Jarrett (c) vs. Jeff Hardy pelo NWA World Heavyweight Championship.                                                                                | [ 2 ] |
| 2                           | Victory Road (2006) | 16 de julho de 2006 | Orlando, Flórida | Impact! Zone             | Sting vs. Scott Steiner vs. Samoa Joe vs. Christian Cage para definir o desafiante número um pelo NWA World Heavyweight Championship.                   | [ 3 ] |
| 3                           | Victory Road (2007) | 15 de julho de 2007 | Orlando, Flórida | Impact! Zone             | TNA World Heavyweight Champion, Kurt Angle e TNA X Division Champion, Samoa Joe vs. TNA World Tag Team Champions, Team 3D (Brother Ray e Brother Devon) | [ 4 ] |
| 4                           | Victory Road (2008) | 13 de julho de 2008 | Houston, Texas   | Reliant Arena            | Samoa Joe (c) vs. Booker T pelo TNA World Heavyweight Championship.                                                                                     | [ 5 ] |
| 5                           | Victory Road (2009) | 19 de julho de 2009 | Orlando, Flórida | Impact! Zone             | Kurt Angle (c) vs. Mick Foley pelo TNA World Heavyweight Championship.                                                                                  | [ 6 ] |
| 6                           | Victory Road (2010) | 11 de julho de 2010 | Orlando, Flórida | Impact! Zone             | Rob Van Dam (c) vs. Jeff Hardy vs. Mr. Anderson vs. Abyss pelo TNA World Heavyweight Championship.                                                      | [ 7 ] |
| 7                           | Victory Road (2011) | 13 de março de 2011 | Orlando, Flórida | Impact! Zone             | Sting (c) vs. Jeff Hardy pelo TNA World Heavyweight Championship.                                                                                       | [ 1 ] |
| 8                           | Victory Road (2012) | 18 de março de 2012 | Orlando, Flórida | Impact Wrestling Zone    | Bobby Roode vs. Sting em uma Luta No Holds Barred. | [ 8 ] |
| (c) - Campeão antes da luta |                     |                     |                  |                          | |       |

## 2004
Victory Road (2004) foi o primeiro evento pay-per-view mensal na história da Total Nonstop Action Wrestling, ocorreu no dia 7 de novembro de 2004 no Universal Orlando Resort em Orlando, Florida. Esta foi a primeira edição da cronologia do Victory Road.
Nas lutas envolvendo os títulos, os resultados foram: 3Live Kru formada por B.G. James e Konnan derrotou Team Canada composto por Bobby Roode e Eric Young para vencerem o NWA World Tag Team Championship, Konnan fez o pin em Roode após um "Facebuster". O NWA X Division Champion Petey Williams derrotou A.J. Styles para manter o título, Williams venceu após um "Canadian Destroyer". No evento principal Jeff Jarrett derrotou Jeff Hardy para manter o NWA World Heavyweight Championship, Jarret venceu ao pegar o cinturão pendurado sobre o ringue. Kevin Nash e Scott Hall atacaram Hardy permitindo a vitória de Jarret.
| #                              | Resultados | Estipulação                                          | Tempo |
| ------------------------------ | --- | ---------------------------------------------------- | ----- |
| 1                              | Héctor Garza eliminou por último Frankie Kazarian para vencer a Super X Cup 2004. | 20 Superstar Invitational X Division Gauntlet Match1 | 26:25 |
| 2                              | Ron Killings, Erik Watts, Johnny B. Badd e Pat Kenney derrotaram Kid Kash, Dallas e The Naturals (Andy Douglas e Chase Stevens). | Eight-Man Tag team match                             | 04:37 |
| 3                              | Mascarita Sagrada derrotou Piratita Morgan. | Lucha Libre Minis Contest                            | 02:58 |
| 4                              | 3Live Kru (B.G. James e Konnan) derrotaram Team Canada (Bobby Roode e Eric Young) (c). | Tag team match pelo NWA World Tag Team Championship  | 06:57 |
| 5                              | Trinity (com The New York Connection (Johnny Swinger e Glenn Gilberti)) derrotou Jacqueline. | Singles match                                        | 01:50 |
| 6                              | Monty Brown derrotou Raven e Abyss. | Monster's Ball match                                 | 09:05 |
| 7                              | Petey Williams (c) (com Coach D'Amore) derrotou A.J. Styles. | Singles match pelo NWA X Division Championship       | 09:48 |
| 8                              | America's Most Wanted (Chris Harris e James Storm) derrotaram Triple X (Christopher Daniels e Elix Skipper). - Storm pinou Daniels (01:48), mas ele voltou antes da contagem de 10. - Daniels pinou Storm (05:32), mas ele voltou antes da contagem de 10. - Daniels eliminou Storm (06:07) - Harris eliminou Daniels (07:35) - Harris eliminou Skipper (10:43) | Elimination Last Man Standing match                  | 10:53 |
| 9                              | Jeff Jarrett (c) derrotou Jeff Hardy. | Ladder match pelo NWA World Heavyweight Championship | 18:37 |
| (c) - Campeão(s) antes da luta | |                                                      |       |

Super X Cup entradas e eliminações1
| Entrada | Entrada          | Eliminado por | Eliminado por    | Tempo |
| ------- | ---------------- | ------------- | ---------------- | ----- |
| 1       | Frankie Kazarian | 19            | Garza            | 26:25 |
| 2       | Sonjay Dutt      | 4             | Shelley          | 10:11 |
| 3       | Puma             | 1             | Shane e Kazarian | 04:49 |
| 4       | L.A Park         | 5             | Kazarian         | 08:04 |
| 5       | Jerrelle Clark   | 2             | Shane e Kazarian | 02:44 |
| 6       | Miyamoto         | 3             | Shane e Kazarian | 01:46 |
| 7       | Michael Shane    | 13            | Spanky           | 14:58 |
| 8       | Héctor Garza     | -             | Vencedor         | 20:00 |
| 9       | Nosawa           | 6             | Siaki            | 04:41 |
| 10      | Mikey Batts      | 7             | Garza            | 04:04 |
| 11      | Alex Shelley     | 11            | Cross            | 07:50 |
| 12      | Matt Sydal       | 8             | Shelley          | 04:10 |
| 13      | Sonny Siaki      | 12            | Sabin e Spanky   | 08:14 |
| 14      | Jason Cross      | 14            | Psicosis         | 8:50  |
| 15      | Shark Boy        | 09            | Siaki            | 2:52  |
| 16      | Psicosis         | 15            | Amazing Red      | 07:10 |
| 17      | D-Ray 3000       | 10            | Siaki            | 0:45  |
| 18      | Amazing Red      | 16            | Kazarian         | 05:15 |
| 19      | Spanky           | 17            | Sabin            | 04:19 |
| 20      | Chris Sabin      | 18            | Garza            | 04:29 |

## 2006
Victory Road (2006) foi um evento pay-per-view realizado pela Total Nonstop Action Wrestling, ocorreu no dia 16 de julho de 2006 no Impact! Zone em Orlando, Florida. No evento principal Sting derrotou Scott Steiner, Samoa Joe e Christian Cage para se tornar o desafiante número um pelo NWA World Heavyweight Championship. Esta foi a segunda edição da cronologia do Victory Road.
| #                              | Resultados | Estipulação                                                                            | Tempo |
| ------------------------------ | --- | -------------------------------------------------------------------------------------- | ----- |
| Dark                           | Johnny Devine (com Alex Shelley) derrotou Shark Boy.                                                                                                  | Singles match                                                                          | 03:30 |
| 1                              | The Naturals (Andy Douglas e Chase Stevens) (com Shane Douglas) derrotaram The Diamonds in the Rough (David Young e Elix Skipper) (com Simon Diamond) | Tag team match                                                                         | 04:56 |
| 2                              | Monty Brown contra Rhino acabou sem vencedor. | Singles match                                                                          | 04:56 |
| 3                              | The Latin American Xchange (Homicide e Hernandez) (com Konnan) derrotaram Sonjay Dutt e Ron Killings                                                  | Tag team match                                                                         | 10:07 |
| 4                              | Senshi (c) derrotou Kazarian | Single match pelo NWA X Division Champinship                                           | 11:19 |
| 5                              | Raven derrotou Larry Zbyszko | Hair vs. Hair match                                                                    | 03:48 |
| 6                              | Chris Sabin e Jay Lethal derrotaram The Paparazzi (Kevin Nash e Alex Shelley) (com Johnny Devine)                                                     | Tag team match                                                                         | 09:07 |
| 7                              | The James Gang (B.G. James e Kip James) e Abyss (com James Mitchell) derrotaram Team 3D (Brother Ray, Brother Devon e Brother Runt)                   | Six Man Tag team match                                                                 | 10:24 |
| 8                              | Sirelda, A.J. Styles e Christopher Daniels (c) derrotaram Gail Kim e America's Most Wanted (Chris Harris e James Storm)                               | Mixed Tag Team match pelo NWA World Tag Team Championship                              | 11:52 |
| 9                              | Sting derrotou Scott Steiner, Samoa Joe e Christian Cage                                                                                              | Four-Way match para definir o desafiante nº um pelo NWA World Heavyweight Championship | 14:09 |
| (c) - Campeão(s) antes da luta | |                                                                                        |       |

## 2007
Victory Road (2007) foi um evento pay-per-view realizado pela Total Nonstop Action Wrestling, ocorreu no dia 15 de julho de 2007 no Impact! Zone em Orlando, Florida. No evento principal TNA World Heavyweight Champion, Kurt Angle e TNA X Division Champion, Samoa Joe derrotaram Brother Ray e Brother Devon, com o resultado Samoa Joe ganhou o TNA World Tag Team Championship. Após a luta Joe se declarou campeão sozinho. Esta foi a terceira edição da cronologia do Victory Road.
| #                           | Resultados | Estipulação                                                                     | Tempo |
| --------------------------- | --- | ------------------------------------------------------------------------------- | ----- |
| Dark                        | Serotonin (Havok e Martyr) derrotaram Akira Raijin e Gote | Tag team match                                                                  | N/A   |
| 1                           | Christopher Daniels ganhou um Ultimate X.2 | Gauntlet match para definir o desafiante nº um pelo TNA X Division Championship | 18:48 |
| 2                           | The Voodoo Kin Mafia (B.G. James e Kip James) (com Roxxi Laveaux) derrotaram Basham and Damaja (com Christy Hemme e Lance Hoyt)                                     | Tag team match                                                                  | 07:03 |
| 3                           | James Storm derrotou Rhino | Singles match                                                                   | 07:28 |
| 4                           | The Motor City Machine Guns (Chris Sabin e Alex Shelley) (com Kevin Nash) derrotaram Jerry Lynn e Bob Backlund                                                      | Tag team match                                                                  | 08:44 |
| 5                           | Eric Young e Gail Kim derrotaram Robert Roode e Ms. Brooks | Mixed Tag Team match                                                            | 08:17 |
| 6                           | Christian Cage derrotou Chris Harris | Singles match                                                                   | 12:27 |
| 7                           | Sting e Abyss derrotaram A.J. Styles e Tomko | Tag team match                                                                  | 15:32 |
| 8                           | TNA World Heavyweight Champion, Kurt Angle e TNA X Division Champion, Samoa Joe derrotaram TNA World Tag Team Champions, Team 3D (Brother Ray e Brother Devon) (c)3 | Tag team match por todos os títulos                                             | 18:25 |
| (c) - Campeão antes da luta | |                                                                                 |       |

- 2Outros participantes: Jay Lethal, Puma, Homicide, Sonjay Dutt, Petey Williams, Shark Boy, Elix Skipper, Kaz e Senshi
- 3Com o resultado Samoa Joe venceu o TNA World Tag Team Championship.

## 2008
Victory Road (2008) foi um evento pay-per-view realizado pela Total Nonstop Action Wrestling, ocorreu no dia 13 de julho de 2008 no Reliant Arena em Houston, Texas. Sua frase tema foi: "Houston, we have a problem". No evento principal a luta entre Samoa Joe e Booker T acabou sem vencedor, com o resultado Joe manteve o TNA World Heavyweight Championship. Esta foi a quarta edição da cronologia do Victory Road.
| #                              | Resultados | Estipulação                                                                   | Tempo |
| ------------------------------ | --- | ----------------------------------------------------------------------------- | ----- |
| 1                              | Team TNA (Curry Man, Alex Shelley e Chris Sabin) derrotaram Team International (Alex Koslov, Doug Williams e Tyson Dux), Team Japan (Milano Collection A.T., Masato Yoshino e Puma) e Team Mexico (Ultimo Guerrero, Rey Bucanero e Averno) | Four Team Triple Elimination match Terceira rodada da World X Cup Tournament. | 24:16 |
| 2                              | Gail Kim derrotou Angelina Love (com Velvet Sky) | Singles match                                                                 | 06:13 |
| 3                              | Sonjay Dutt derrotou Jay Lethal (com SoCal Val) | Singles match                                                                 | 08:26 |
| 4                              | The Latin American Xchange (Homicide e Hernandez) (c) (com Salinas e Hector Guerrero) derrotaram Beer Money, Inc. (James Storm e Bobby Roode)                                                                                              | "Fan's Revenge" Lumberjack match pelo TNA World Tag Team Championship         | 10:06 |
| 5                              | Taylor Wilde (c) derrotou Awesome Kong (com Raisha Saeed) | Singles match pelo TNA Knockout Women's Championship                          | 04:51 |
| 6                              | Volador, Jr. derrotou Kaz, Naruki Doi e Daivari | Ultimate X match rodada final da World X Cup4                                 | 11:58 |
| 7                              | Team 3D (Brother Ray e Brother Devon) e Kurt Angle derrotaram Rhino, Christian Cage e A.J. Styles | Full Metal Mayhem match                                                       | 15:58 |
| 8                              | Samoa Joe (c) vs. Booker T acabou sem vencedor. | Singles match pelo TNA World Heavyweight Championship                         | 17:24 |
| (c) - Campeão(s) antes da luta | |                                                                               |       |

- 4Com o resultado Team México venceu a World X Cup.